# Senden Vazgeçmem (59. Albüm)
Senden Vazgeçmem (59. Albüm) ist das 59. Studioalbum des türkischen Arabeske-Sängers Hakkı Bulut. Es erschien erstmals am 11. Februar 2013 über sein eigenes Label Hakkı Bulut Müzik. Die Texte und die Musik wurden komplett von Bulut selbst geschrieben und komponiert.

## Cover
Auf dem Cover ist Bulut auf seinem roten Sofa sitzend und in lächelnder Pose zu sehen, er trägt ein einen Anzug mit einem aufgeknöpften, weißen Hemd. Rechts oben steht sein Name und der Albumtitel in einem violetten Farbton abgebildet, der Hintergrund ist schwarz.

## Titelliste
| #  | Titel                              | Länge |
| -- | ---------------------------------- | ----- |
| 1. | Senden Vazgeçmem                   | 5:36  |
| 2. | Yar Olmaz                          | 5:55  |
| 3. | Yanılmışım Be                      | 6:17  |
| 4. | Oğul                               | 4:43  |
| 5. | Bir Gün                            | 6:18  |
| 6. | Gülüşlerinde Kaldı Gözlerim (Şiir) | 4:09  |
| 7. | Hayat İkimize Güzel                | 5:59  |
| 8. | Yar Olmaz (Enstrümantal)           | 5:52  |